# John Hopkins (motociclista)
John "Hopper" Hopkins (AFI: [dʒɒn 'hɒpkɪnz]) (Ramona (Califórnia), 22 de maio de 1983) é um motociclista Norte-Americano.

## Carreira
Filho de pais britânicos e de ex-piloto da TT da Ilha de Man, John estreou em 2002 aos 19 anos na categoria 500cc, atual MotoGP pela Red Bull Yamaha. Em 2003 mudou-se para a equipe oficial Suzuki onde foi companheiro do ex-campeão Kenny Roberts Jr. Começou a se destacar quando obteve uma pole em Assen em 2006.
Em 2007 realiza sua melhor temporada, obtendo quatro pódios, obtem sua melhor chegada, o 2o.lugar no Grande Prêmio da República Tcheca e o 4o.lugar no campeonato.
Em 2008 correu pela Kawasaki com atuação discreta. Com o anúncio da Kawasaki em se retirar da MotoGP pela crise econômica, John ficou de fora do campeonato de 2009.